# Scion xA
 (mai 2018).
Si vous disposez d'ouvrages ou d'articles de référence ou si vous connaissez des sites web de qualité traitant du thème abordé ici, merci de compléter l'article en donnant les références utiles à sa vérifiabilité et en les liant à la section « Notes et références ».
La Scion xA est une citadine polyvalente commercialisée aux États-Unis de 2003 à 2007 par la marque Scion, du constructeur automobile japonais Toyota. Toyota fabrique sa propre version pour son marché domestique (Toyota Ist) et quelques marchés du Moyen-Orient (Toyota xA) de 2002 à 2007. 

## Histoire
Le véhicule est basé sur la berline Toyota Vitz de première génération, le xA a partagé une plate-forme avec la berline Toyota Platz. Le xA a reçu un léger restylage pour l'année-modèle 2006, avant son importation en décembre 2006. Le successeur du xA et de l'Ist de première génération, le xD et l'Ist de deuxième génération, ont commencé leur fabrication dès 2007 (le xA a été livré aux concessionnaires américains au mois d'août) en tant qu'année-modèle 2008.

## Galerie

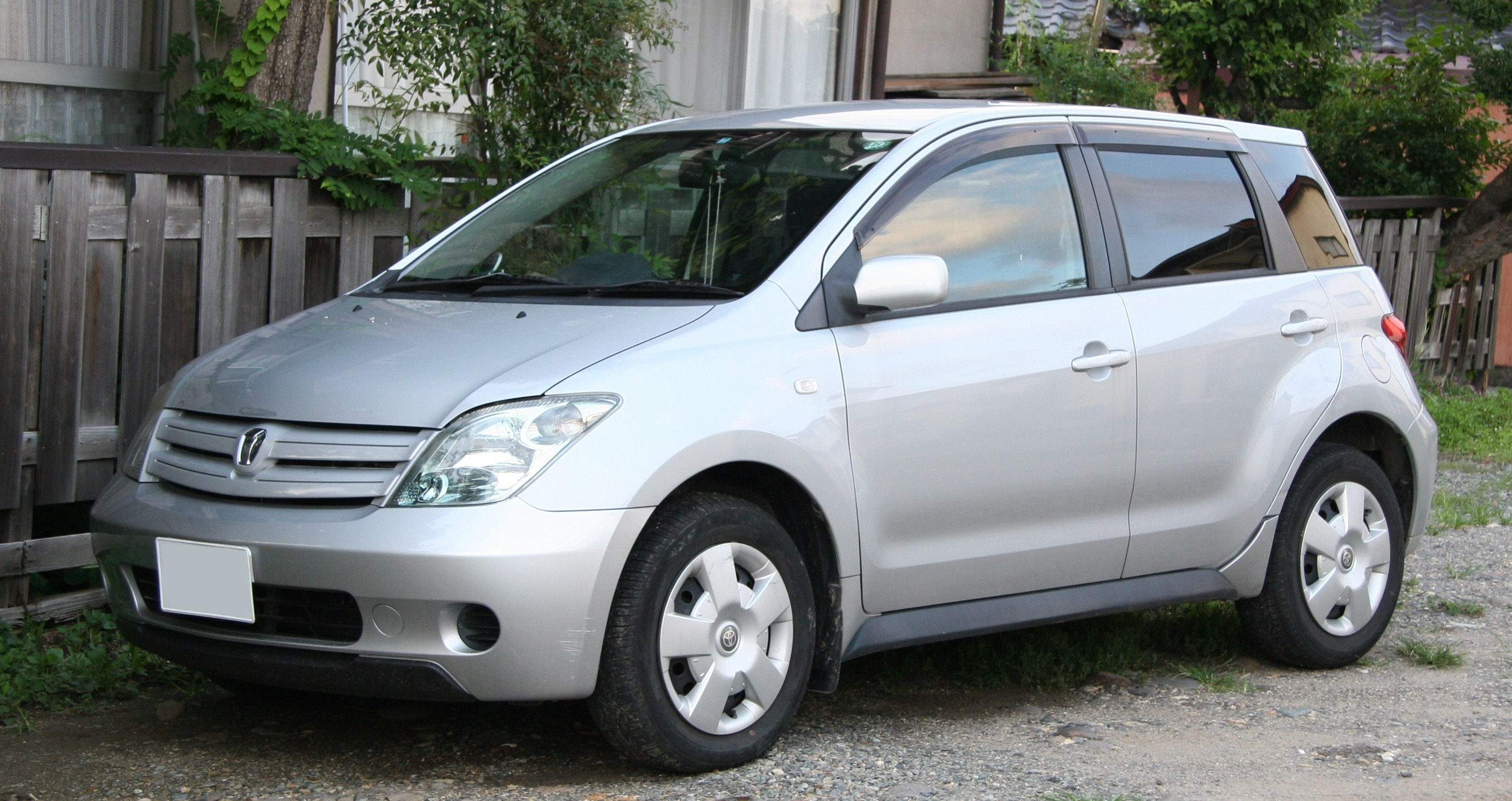
Toyota Ist I phase 1
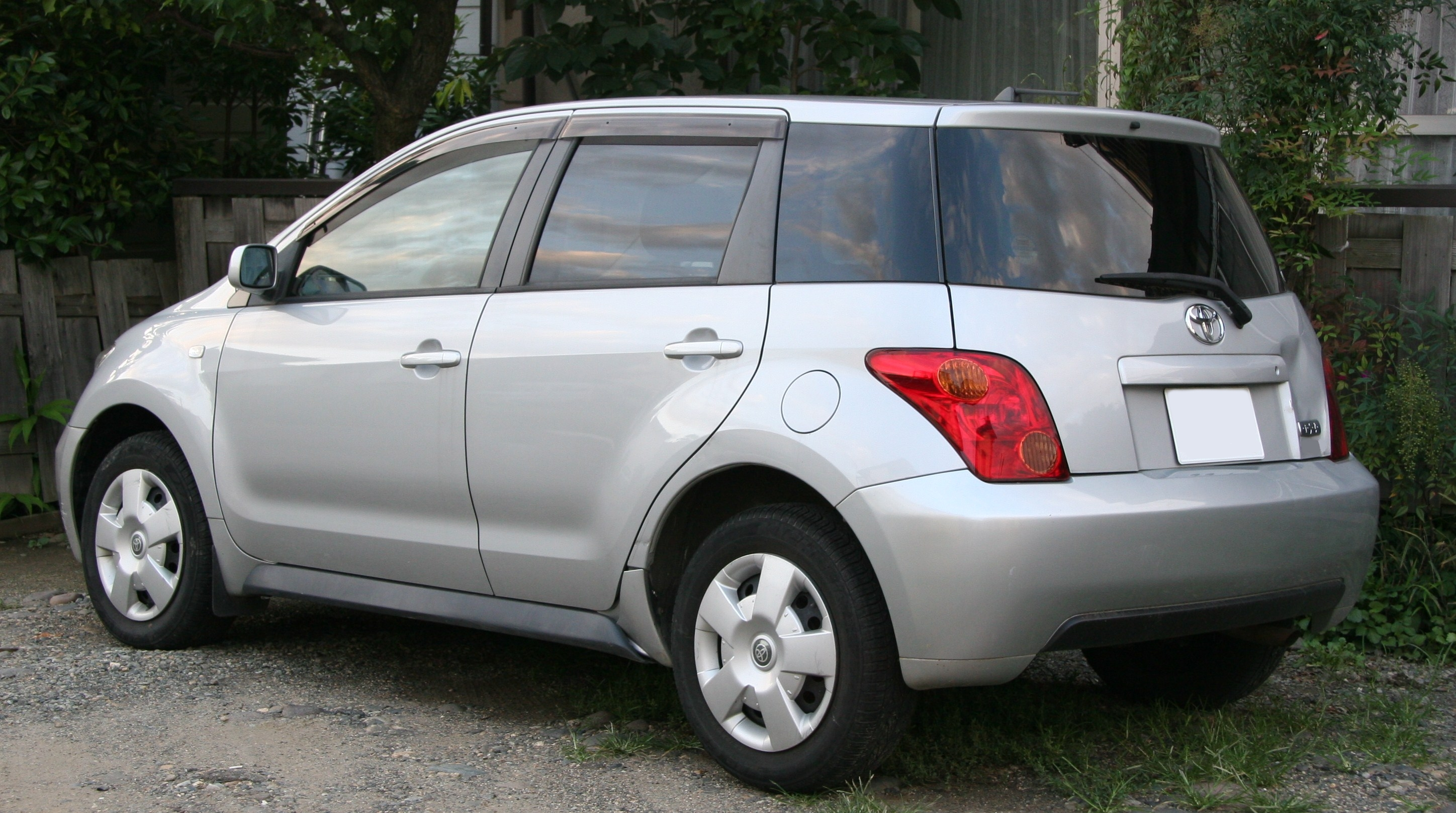
Toyota Ist I phase 1
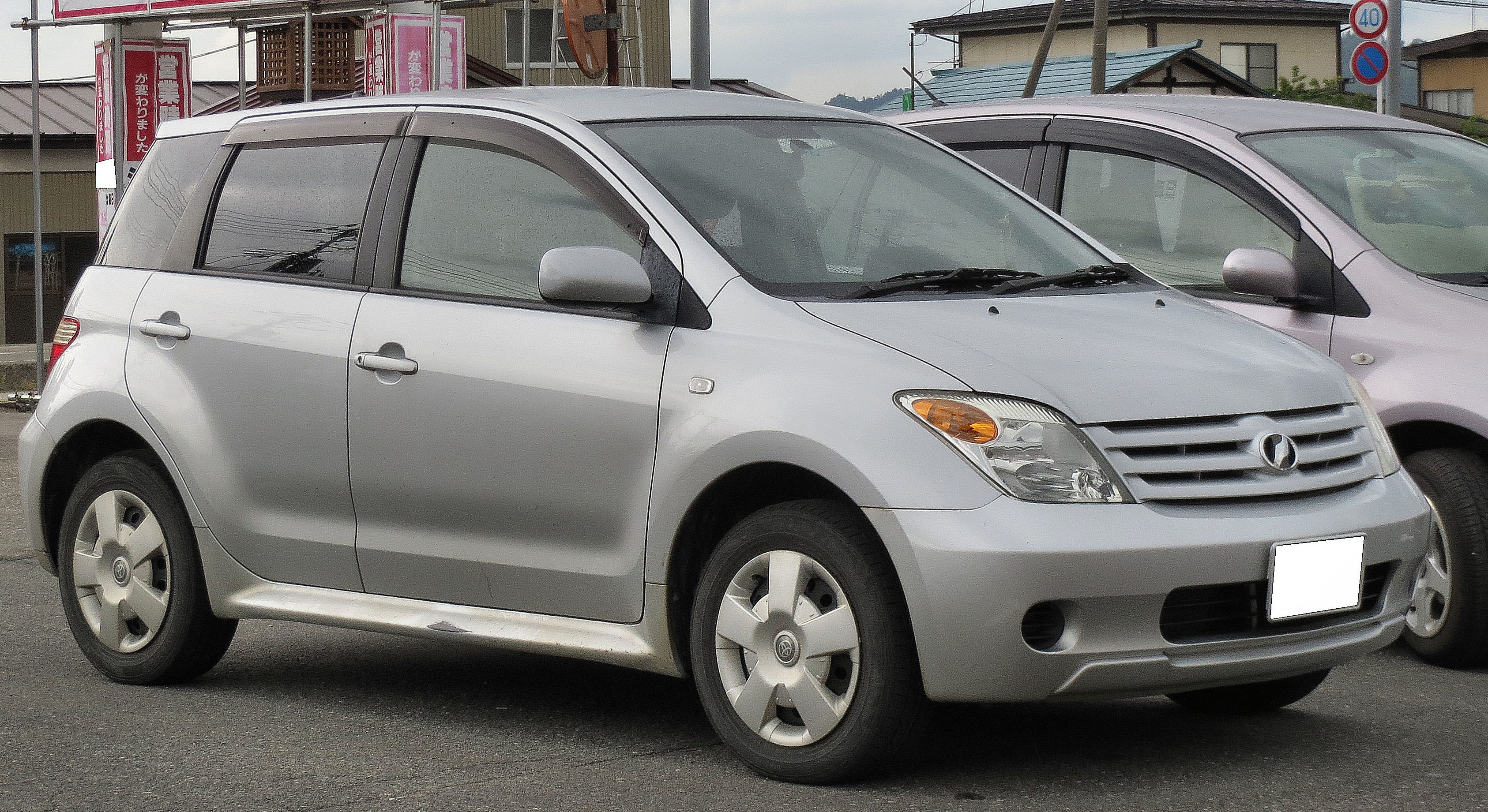
Toyota Ist I phase 2
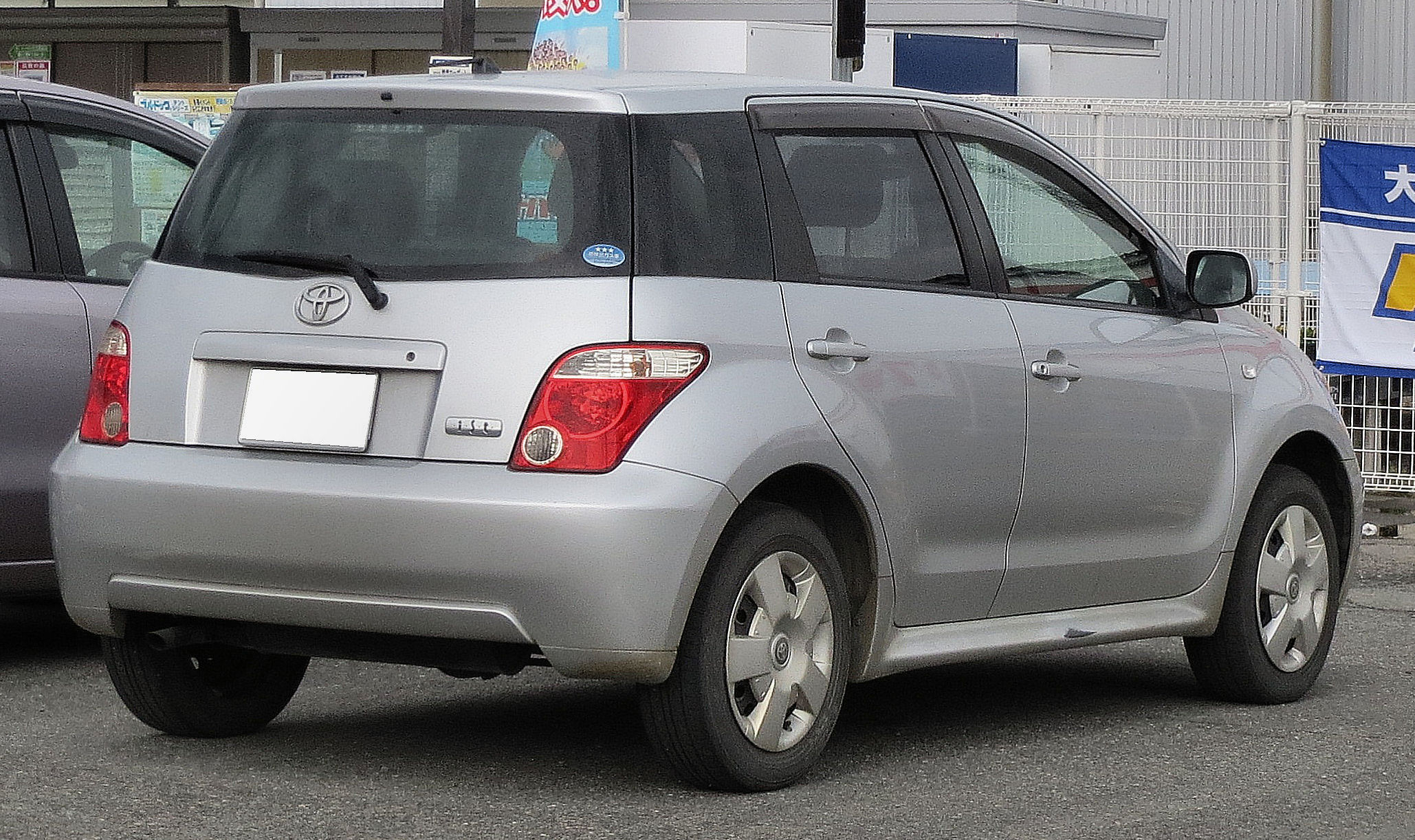
Toyota Ist I phase 2
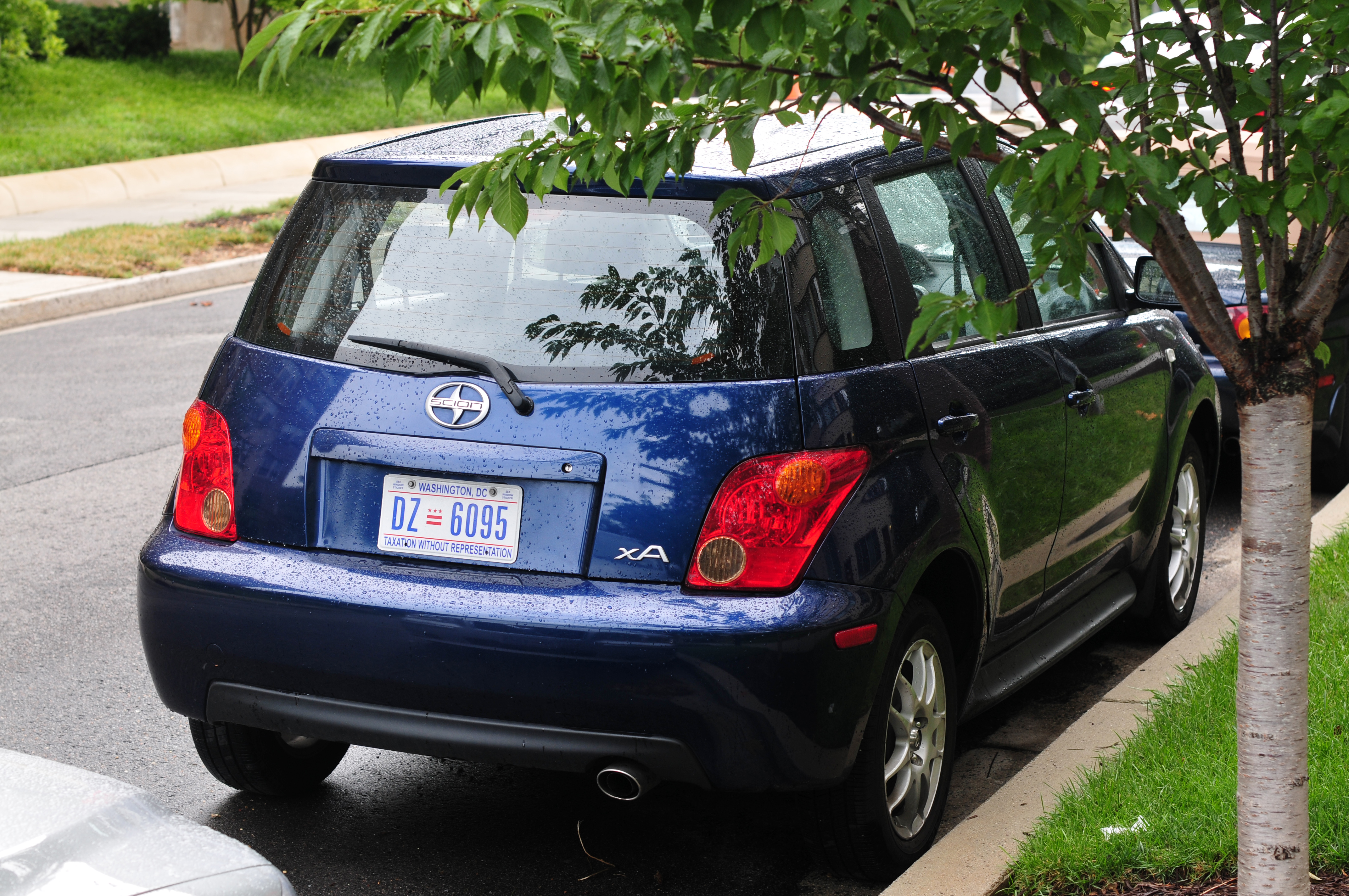
Scion xA